# Jakub Kováč
Jakub Kováč (* 13. Mai 1997 in Bratislava) ist ein slowakischer Volleyball-Nationalspieler.

## Karriere
Kováč begann seine Karriere bei VKP Bratislava. Von 2013 bis 2017 spielte er bei COP Trenčín. In der Saison 2017/18 spielte der Mittelblocker beim italienischen Erstligisten Taiwan Excellence Latina. Am 11. Mai 2018 gab er in einem Spiel gegen Tschechien in Púchov sein Debüt in der slowakischen Nationalmannschaft. In der folgenden Saison war er in Belgien bei Caruur Volley Gent. 2019 nahm er mit der Slowakei an der Europameisterschaft teil. Danach wechselte er zum finnischen Verein Team Lakkapää. Beim Saisonabbruch stand Lakkapää auf dem letzten Tabellenplatz, aber Kováč wurde bester Blocker der Liga. 2020 wurde der Mittelblocker vom deutschen Bundesligisten Netzhoppers Königs Wusterhausen verpflichtet.